# Трасилл
Траси́лл, или Фрасил (Θράσυλλος, лат. Thrasyllus, ум. 36 н. э.) — философ-платоник (неопифагореец), астролог, теоретик музыки. Жил и работал при дворе императора Тиберия. Труды не сохранились.
Родился, возможно, в египетском городе Менда (Мендес). Автор сочинений, посвящённых философии, астрономии и гармонике. Известны трактаты (философский) «О первоначалах пифагореизма и платонизма», (музыкально-теоретический) «О гептахорде», (астрологический) «Пинака для Гиерокла». Выдержки из них использовали в своих сочинениях Теон Смирнский, Никомах Герасский, Порфирий и позднейшие (византийские) авторы. Издал труды Платона и Демокрита, разбив их на «тетралогии». К Трасиллу восходят двойные названия платоновских диалогов: «Теэтет, или О знании», «Государство, или О справедливости», и т.д.
В рамках учения о гармонии (согласно фрагментам, которые передаёт Теон Смирнский) разместил главу о делении канона (монохорда) в диатоническом и хроматическом родах, где (в духе Филолая) трактовал лимму и диесу как синонимы. При том что точных вычислений апотомы и несоставного триполутона (полудитона, позднейшей «малой терции») в трактате нет, Трасилл говорит, что целые числа для ступеней двухоктавной Полной системы (включая тетрахорд соединённых) «легко могут быть получены, если в качестве числа для неты высших взять 10368». Это — первое в истории свидетельство деления монохорда в диатоническом и хроматическом родах в наименьших целых числах. Расчёта монохорда в энармонике трактат Трасилла не содержит.